# Sarphatipark
Le Sarphatipark est un jardin public de la ville d'Amsterdam, situé au cœur de l'arrondissement de Amsterdam-Zuid, dans le quartier du Pijp. Ouvert en 1886, il recouvre une surface de 4.5 hectares et constitue le principal espace vert du quartier. Il fut baptisé Sarphatipark en 1888, en l'honneur du médecin, chimiste et urbaniste néerlandais Samuel Sarphati qui joua un rôle important dans le développement de la ville dans la seconde moitié du XIXe siècle. Une statue à son effigie est située au milieu du parc.

## Histoire

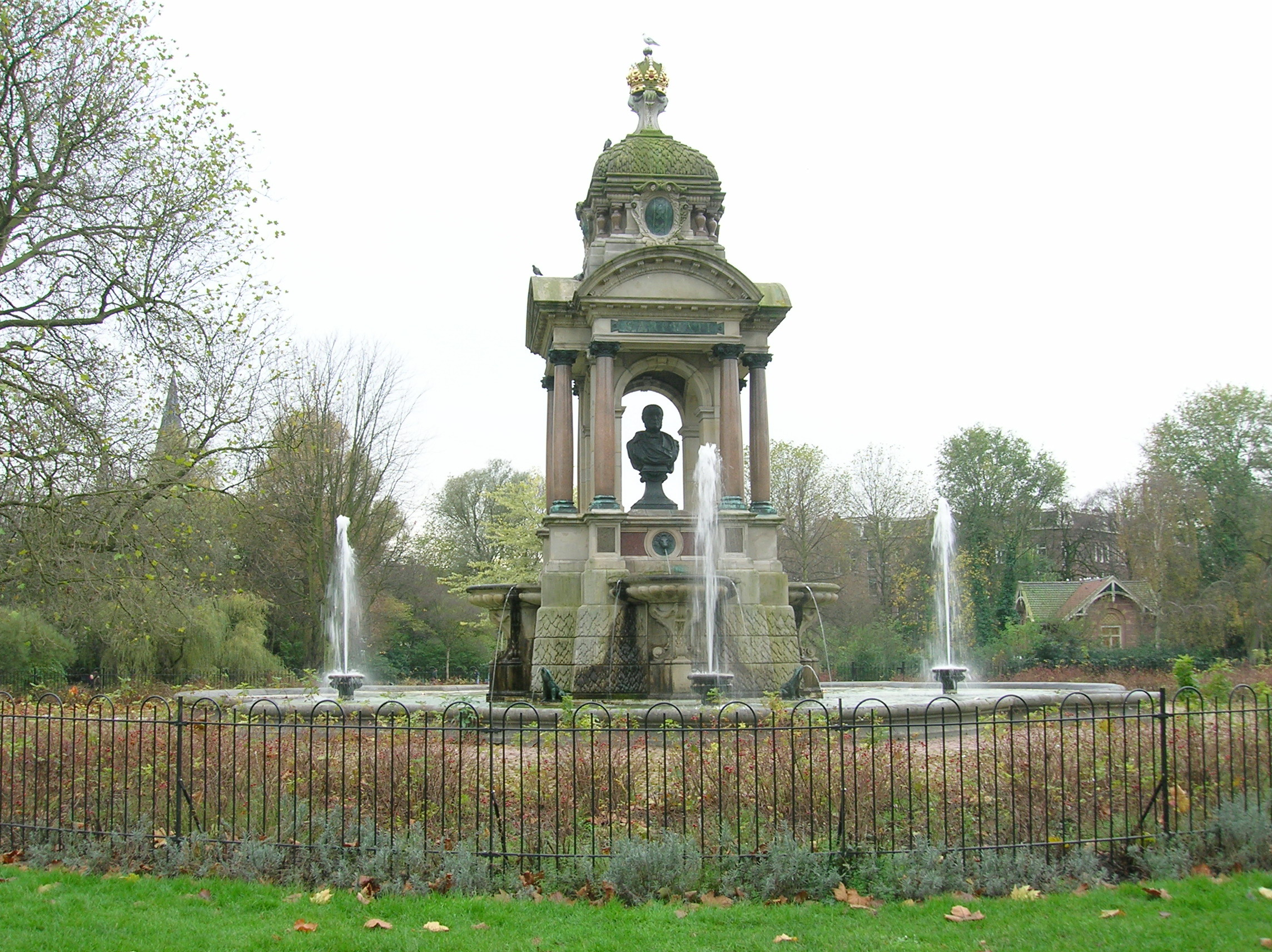
Vue du Sarphatipark Monument construit en mémoire de Samuel Sarphati.

Le parc, dont la forme est parfaitement rectangulaire a été construit sur le modèle des jardins anglais sous la supervision de l'ingénieur municipal Jacobus van Niftrik. L'initiative de la construction du parc provenait cependant de Sarphati, même si sa construction ne commença que 19 ans après la mort de ce dernier. Le parc figurait également dans le projet développé par l'urbaniste Jan Kalff. Celui-ci fut proposé postérieurement aux plans de Van Niftrik dans lesquels l'emplacement du parc devait initialement être destiné à une gare centrale. Le projet de construction du parc, intégré au projet plus large de développement du Pijp fut ainsi approuvé en 1877.
Contrairement aux rues et aux terrains qui l'entourent, le parc n'a pas fait l'objet d'un rehaussement, ce qui explique pourquoi il se trouve aujourd'hui légèrement en dessous du niveau des rues du Pijp. Afin d'alimenter les étangs du parc en eau, un système de canalisations souterraines fut mis en place depuis le Stadhouderskade. Une station de pompage fut installée par la suite afin de pomper le trop plein d'eau. 
Pendant la Seconde Guerre mondiale, toutes les rues nommées en l'honneur de juifs, ou de membres vivants de la Maison Royale néerlandaise et situées autour du parc furent rebaptisées. Le nom de Sarphatipark fut ainsi changé en Bollandpark en l'honneur du philosophe Gerard Bolland. Le buste érigé en l'honneur de Sarphati fut également retiré par les occupants allemands, avant d'être replacé au lendemain de la guerre. Construit en 1886 et restauré en 1993, il est aujourd'hui inscrit au registre des Rijksmonumenten. La station de pompage située à l'ouest de la statue est quant à elle classée monument municipal.
En 2004, le parc a fait l'objet d'un plan majeur de rénovation, notamment dans le but d'améliorer la qualité de l'eau.

## Immeubles situées en périphérie
Les constructions situées autour du parc datent, à quelques exceptions près, des années 1890, et se composent principalement d'immeubles d'habitation à étages dont la décoration est globalement supérieur à ceux du reste du Pijp. Tous les immeubles d'habitation situés sur le côté nord sont ainsi classés monuments municipaux. Du côté de Tweede Van der Helststraat (à l'ouest), l'ensemble constitué des numéros 40-42 est aussi remarquable. La maison située au numéro 40 possède ainsi un oriel monumental, surplombé d'une petite coupole. Dans la maison voisine du numéro 42 se trouvaient des ateliers d'artistes, reconnaissables à leurs grandes fenêtres, orientées vers le nord, et donnant sur le parc. Piet Mondriaan en fut le locataire le plus illustre, puisqu'il habita au premier étage entre janvier 1908 et décembre 1911. L'immeuble fut sa dernière résidence aux Pays-Bas avant ses déménagements à Paris puis à New York. De nombreux autres artistes plus ou moins célèbres y séjournèrent.